# تسجيل حقوق المؤلف

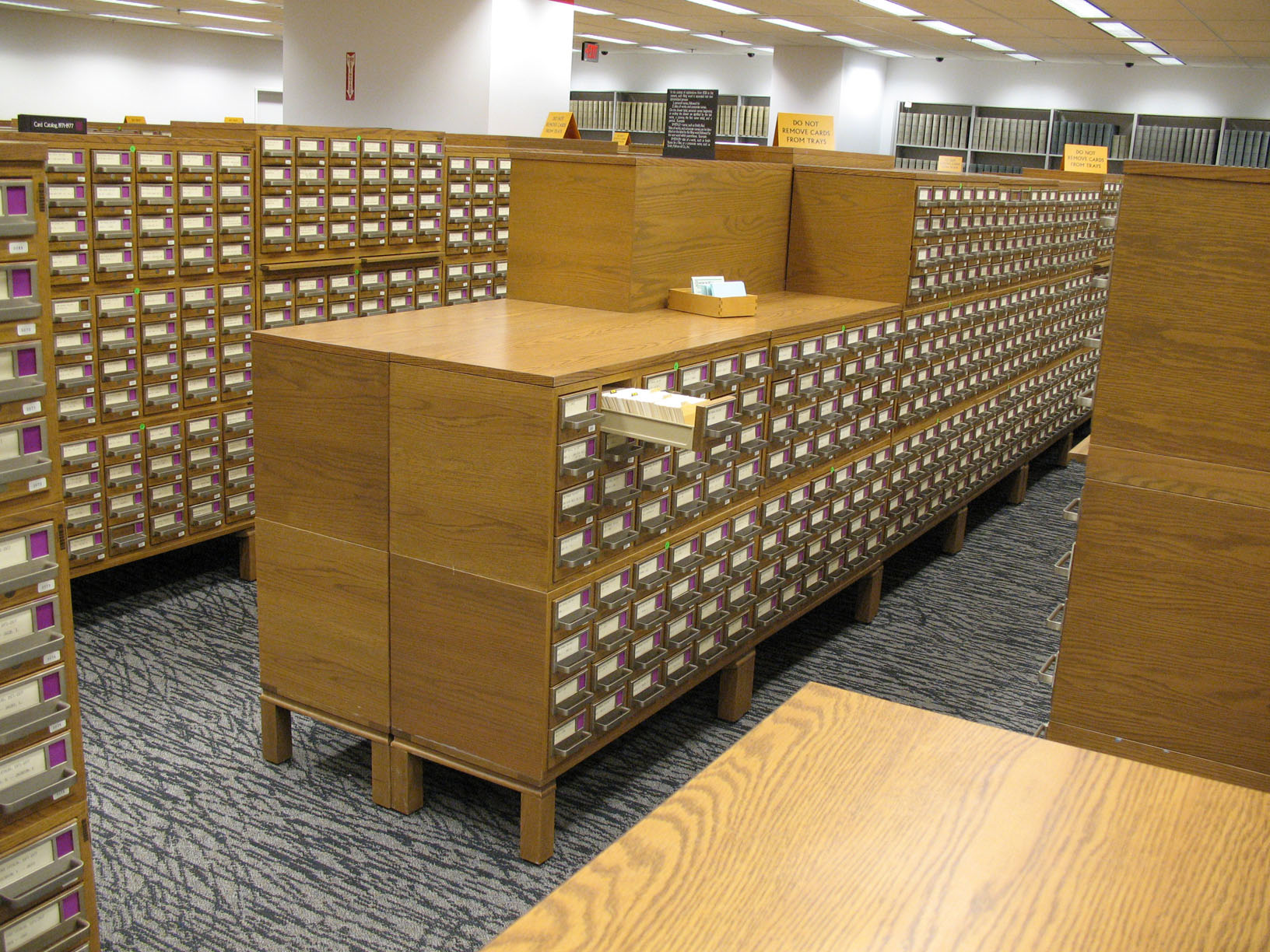
يتوفر فهرس سجلات حقوق المؤلف لما قبل عام 1978 للتفتيش العام في مكتبة الكونجرس.

الغرض من تسجيل حقوق المؤلف (حقوق التأليف والنشر) هو توثيق تاريخ ومحتوى العمل بطريقة تتيح التحقق منه، بحيث يمكن لمالك حقوق التأليف إنتاج نسخة من العمل من مصدر حكومي رسمي في حالة المطالبة القانونية، أو حالة التعدي أو الانتحال.
قبل عام 1978، في الولايات المتحدة ، كان يتم تأمين حقوق التأليف والنشر الفيدرالية عموماً من خلال قانون النشر مع إشعار بحقوق الطبع والنشر أو من خلال تسجيل عمل غير منشور. وقد حلت الاتفاقيات الدولية، ولا سيما اتفاقية برن ، محل هذا المبدأ إلى حدٍ كبير، حيث توفر حقوقاً منسّقة على المستوى الدولي دون الحاجة إلى التسجيل الوطني. ومع ذلك، لا تزال الولايات المتحدة توفر مزايا قانونية لتسجيل الأعمال ذات المنشأ الأمريكي. على سبيل المثال، يلزم التسجيل، أو رفض التسجيل، قبل رفع دعوى انتهاك في محكمة أمريكية، كما يلزم التسجيل للمطالبة بالتعويضات القانونية في معظم الحالات.

## متطلبات التسجيل
من المفاهيم الخاطئة الشائعة الخلط بين تسجيل حقوق التأليف والنشر ومنح حقوق التأليف والنشر. في أغلب دول العالم اليوم، تطبّق حقوق التأليف والنشر تلقائياً عند "التثبيت" - حيث تطبّق الحقوق بمجرد تثبيت العمل في بعض الوسائط الملموسة. أرست اتفاقية برن (1886) هذا المعيار دولياً، وقد وقّعت عليها معظم البلدان منذ ذلك الحين. قد يكون التسجيل مطلوباً من بعض الدول قبل الانضمام إلى برن. على سبيل المثال، كانت الولايات المتحدة تشترط تسجيل الأعمال المحمية بحقوق التأليف والنشر قبل أن توقّع على اتفاقية برن عام 1989؛ وعند هذه النقطة، لم يعد التسجيل مطلوباً لكي تحظى الأعمال بحقوق الطبع والنشر في الولايات المتحدة.
ومع ذلك، فقد وُصفت الملاحظة التي تفيد بأن التسجيل غير مطلوب في الولايات المتحدة بأنها مضللة. :86–87يرجع هذا جزئياً إلى أن التسجيل يظل شرطاً أساسياً لتقديم دعوى انتهاك، :87وأيضاً لأن الحلول المهمّة تعتمد على التسجيل السريع - مثل أتعاب المحاماة والأضرار القانونية. :90وقد تساءل أحد المعلقين على الأقل عمّا إذا كان اشتراط التسجيل للانتصاف القانوني يتعارض مع التزامات الولايات المتحدة بموجب اتفاقية برن فيما يتصل بـ "الإجراءات الشكلية".  :90 n.11

## وكالات التسجيل
- في كندا، يمكن تسجيل الأعمال المحمية بحقوق التأليف والنشر في مكتب الملكية الفكرية الكندي مقابل رسوم. [3]
- في كينيا، يمكن تسجيل الأعمال المحمية بحقوق التأليف والنشر في مجلس حقوق الطبع والنشر الكيني مقابل رسوم رمزية. [4]
- في المملكة المتحدة، لا يوجد نظام تسجيل رسمي لحقوق التأليف والنشر، ومع ذلك توصي نقابة الكتاب في بريطانيا العظمى باستخدام The Script Vault [5] للأعضاء الذين يرغبون في تسجيل حقوق التأليف والنشر الخاصة بهم، كما يوفّر موقع النقابة رابطاً ضمن صفحة الأسئلة الشائعة. [6] توفر الخدمات التجارية مرفق تسجيل حيث يمكن تقديم نسخ من العمل لإثبات وجود دليل قانوني على مطالبة حقوق التأليف والنشر. هناك أيضاً متطلبات لتقديم بعض الأعمال المنشورة إلى المكتبة البريطانية وإلى مكتبات الإيداع القانونية الخمس، وفق الطلب. [7]
- في الولايات المتحدة، يقبل مكتب حقوق الطبع والنشر في الولايات المتحدة التسجيلات. بالنسبة للأعمال التي أنشأها مواطنون أمريكيون في الولايات المتحدة، يلزم التسجيل أيضاً قبل رفع دعوى انتهاك في محكمة أمريكية. علاوةً على ذلك، لا يمكن لأصحاب حقوق التأليف والنشر المطالبة بتعويضات قانونية أو أتعاب المحاماة ما لم يُسجّل العمل قبل الانتهاك، أو خلال ثلاثة أشهر من النشر.

## تحديد تسجيلات حقوق التأليف والنشر
نُشرت جميع تسجيلات وتجديدات حقوق الطبع والنشر في الولايات المتحدة المسجّلة منذ عام 1978 عبر الإنترنت على موقع مكتب حقوق الطبع والنشر . نُشرت التسجيلات والتجديدات قبل عام 1978  في كتالوجات حقوق النشر نصف السنوية ذات الغلاف الورقي. بالنسبة للأفلام من عام 1894 إلى عام 1969، ضمناً، نشرت مكتبة الكونجرس كتالوجات حقوق التأليف والنشر التراكمية ذات الغلاف المقوى، والتي يغطي كل منها عشر سنوات أو أكثر.

## المتطلبات حسب الدولة
| الدولة           | وكالة التسجيل (إن وجدت) | متطلبات التسجيل |
| ---------------- | --- | --- |
| ألبانيا          | مكتب حقوق التأليف الألباني | التسجيل طوعي. يُقبل التسجيل في المحكمة دليلاً على حق المؤلف. |
| أنتيغوا وباربودا | لا يوجد مكتب تسجيل | التسجيل غير مطلوب ولا توجد إجراءات طوعية متاحة. |
| الأرجنتين        | وزارة العدل والأمن وحقوق الإنسان | التسجيل طوعي. يُستخدم التسجيل كافتراض لحقوق التأليف وتاريخ الإنشاء |
| أستراليا         | لا يوجد مكتب تسجيل | التسجيل غير مطلوب ولا توجد إجراءات طوعية متاحة. |
| بيلاروس          | المركز الوطني للملكية الفكرية | التسجيل طوعي. قد يُستخدم دليلاً على تاريخ الإنشاء وافتراض الملكية.[بحاجة لمصدر] |
| البرازيل         | عدة جهات حسب نوع العمل/الموضوع | التسجيل طوعي. قد يساعد التسجيل في إثبات التأليف وقد يساعد في تأكيد الأسبقية في حالة وجود عملين متشابهين. |
| كندا             | المكتب الكندي للملكية الفكرية | التسجيل طوعي. يُعتبر التسجيل دليلاً على الملكية في حالات التعدي والانتهاك. |
| الصين            | الإدارة الوطنية لحقوق المؤلف | التسجيل طوعي. يُوصى به، خاصةً للبرمجيات. |
| الدنمارك         | لا يوجد مكتب تسجيل | التسجيل غير مطلوب ولا توجد إجراءات طوعية متاحة. |
| مصر              | لا يوجد مكتب تسجيل | التسجيل غير مطلوب ولا توجد إجراءات طوعية متاحة. |
| فنلندا           | لا يوجد مكتب تسجيل | التسجيل غير مطلوب ولا توجد إجراءات طوعية متاحة. |
| فرنسا            | المعهد الوطني للملكية الفكرية | التسجيل طوعي، وقد يُستخدم دليلاً على تاريخ الإنشاء وافتراض الملكية. |
| ألمانيا          | لا يوجد مكتب تسجيل | التسجيل غير مطلوب ولا توجد إجراءات طوعية متاحة. |
| الهند            | مكتب حقوق المؤلف | التسجيل طوعي، ويُنشئ دليلاً ظاهرياً أولياً على الحقائق الواردة في شهادة التسجيل، ويمكن استخدامه في المحكمة دليلاً على تلك الحقائق. |
| إسرائيل          | لا يوجد مكتب تسجيل | التسجيل غير مطلوب ولا توجد إجراءات طوعية متاحة. |
| إيطاليا          | لا يوجد مكتب تسجيل | التسجيل غير مطلوب ولا توجد إجراءات طوعية متاحة. |
| جامايكا          | لا يوجد مكتب تسجيل رسمي – مركز خدمات الملكية الفكرية هو منظمة غير ربحية تقدم خدمات التسجيل الخاصة ويوصى بها من قبل مكتب الملكية الفكرية الجامايكي لهذا الغرض | التسجيل الطوعي من خلال مركز خدمات الملكية الفكرية يوفر دليلًا قابلاً للدحض على التأليف و/أو الملكية. ويوصي مكتب الملكية الفكرية الجامايكي رسمياً بممارسة ما يُعرف بـ "حق المؤلف للرجل الفقير لتوفير دليل على الملكية وتاريخ الإنشاء. |
| اليابان          | وكالة الشؤون الثقافية اليابانية | التسجيل طوعي، ويُنشئ افتراضاً للحقائق الواردة في التسجيل لاستخدامها في المحكمة. |
| كينيا            | مجلس حقوق المؤلف الكيني | التسجيل طوعي، ويُنشئ دليلاً أوليًا على الحقائق الواردة في شهادة التسجيل، ويمكن استخدامه في المحكمة دليلاً على تلك الحقائق |
| ليتوانيا         | لا يوجد مكتب تسجيل | التسجيل غير مطلوب ولا توجد إجراءات طوعية متاحة. |
| ماليزيا          | مؤسسة الملكية الفكرية الماليزية (MyIPO) | تهدف الإشعارات الطوعية إلى المساعدة في تقديم دليل أولي ظاهري على الملكية ودليل على تاريخ الإنشاء. وقد يُفيد هذا صاحب حق المؤلف لأنه يمكن استخدام الإشعار الطوعي في المحكمة دليلاً على الحقائق المذكورة. |
| المكسيك          | المعهد الوطني لحقوق المؤلف | التسجيل طوعي، ويُنشئ دليلاً أولياً ظاهرياً على الملكية. |
| البرتغال         | التفتيش العام للأنشطة الثقافية | التسجيل طوعي، ويوفر افتراضاً قابلاً للدحض بشأن حق المؤلف والملكية. |
| روسيا            | مكتب براءات الاختراع | التسجيل الطوعي متاح لبرامج الحاسوب وقواعد البيانات. |
| جنوب إفريقيا     | هيئة الشركات والملكية الفكرية (CIPC) | التسجيل الطوعي متاح للأفلام السينمائية. يُنشئ دليلاً أولياً ظاهرياً على الحقائق الواردة في شهادة التسجيل، ويمكن استخدامه في المحكمة دليلاً على تلك الحقائق. . |
| إسبانيا          | وزارة الثقافة والرياضة الإسبانية | التسجيل طوعي، ويوفر افتراضاً قابلاً للدحض بشأن حق المؤلف والملكية، لكنه غير مطلوب لرفع دعوى انتهاك أو تعدّي. |
| السويد           | لا يوجد مكتب تسجيل | التسجيل غير مطلوب ولا توجد إجراءات طوعية متاحة. |
| تركيا            | وزارة الثقافة والسياحة | التسجيل مطلوب للأعمال السينمائية والتسجيلات الصوتية، وطوعي لجميع الأعمال والمصنفات الأخرى. يمكن استخدام التسجيل كدليل. |
| أوكرانيا         | المكتب الوطني للملكية الفكرية | التسجيل طوعي. |
| المملكة المتحدة  | لا يوجد مكتب تسجيل | التسجيل غير مطلوب ولا توجد إجراءات طوعية متاحة. من عام 1842 حتى 1883، كانت العديد من المنتجات تحمل علامة تسجيل. |
| الولايات المتحدة | مكتب حقوق الطبع والنشر بالولايات المتحدة | لا يشترط التسجيل للحصول على حماية حق المؤلف، لكنه مطلوب لحاملي حقوق المؤلف المحليين لرفع دعاوى انتهاك حق المؤلف في المحكمة الفيدرالية. ومع ذلك، لا يُشترط التسجيل لتحديد الاختصاص الموضوعي للمحكمة الفيدرالية، كما أكّد عليه قرار المحكمة العليا في قضية ريد إلزيفير Reed Elsevier, Inc. ضد موتشنيك Muchnick. يُنشئ التسجيل دليلاً أولياً ظاهرياً على الحقائق الواردة في شهادة التسجيل إذا كان ذلك خلال خمس سنوات من تاريخ النشر الأول. ويُمنع أصحاب حقوق المؤلف من المطالبة بالتعويضات القانونية و/أو أتعاب المحاماة عن أي انتهاك حدث قبل التسجيل. لا يُشترط على أصحاب حقوق المؤلف الأجانب التسجيل قبل رفع دعوى انتهاك، لكن محكمة واحدة على الأقل رأت بأنهم يخضعون لنفس القاعدة المتعلقة بمنع التعويضات القانونية كما هو الحال بالنسبة للمؤلفين المحليين. |

## قراءة إضافية
- "Copyright Basics (Circular 1)" (PDF). U.S. Copyright Office. يوليو 2008. مؤرشف من الأصل (PDF) في 2025-06-15.

## روابط خارجية
- المنظمة العالمية للملكية الفكرية - دليل مكاتب الملكية الفكرية